# Hliník nad Hronom
Hliník nad Hronom (en allemand : Hlinick ; en hongrois : Geletnek) est un village du district de Žiar nad Hronom, dans la région de Banská Bystrica, en Slovaquie.

## Histoire
La première mention écrite du village date de 1075.

## Démographie

### Évolution de la population
| Année:               | 1994. | 2004.   | 2014.   | 2024.   |
| -------------------- | ----- | ------- | ------- | ------- |
| Nombre de personnes: | 3053  | 2946    | 2915    | 2640    |
| Différence:          |       | -3,50 % | -1,05 % | -9,43 % |

| Année:               | 2023. | 2024.   |
| -------------------- | ----- | ------- |
| Nombre de personnes: | 2652  | 2640    |
| Différence:          |       | -0,45 % |